# Sabaillan
Sabaillan är en kommun i departementet Gers i regionen Occitanien i sydvästra Frankrike. Kommunen ligger i kantonen Lombez som tillhör arrondissementet Auch. År 2022 hade Sabaillan 154 invånare.

## Befolkningsutveckling
Antalet invånare i kommunen Sabaillan
Referens:INSEE